# Lijst van zoogdieren in Afghanistan
Hieronder vindt u een lijst van zoogdieren in Afghanistan. In totaal zijn er  140 zoogdiersoorten opgenomen in deze lijst. Alle gegevens zijn afkomstig van de IUCN rode lijst.

## ordeEulipotyphla(Insecteneters)

### familieErinaceidae(Egels)
Langooregel (Hemiechinus auritus)
Egel van Brandt (Paraechinus hypomelas)

### familieSoricidae(Spitsmuizen)
Tuinspitsmuis (Crocidura suaveolens)
Wimperspitsmuis (Suncus etruscus)
Muskusspitsmuis (Suncus murinus)
Crocidura zarudnyi
Crocidura gmelini

## OrdeChiroptera(vleermuizen)

### familieRhinopomatidae(Klapneusvleermuizen)
Kleine klapneusvleermuis (Rhinopoma hardwickii)
Rhinopoma muscatellum

### familieMegadermatidae(Reuzenoorvleermuizen)
Lierneusvleermuis (Lyroderma Lyra)

### familieRhinolopidae(Hoefijzerneuzen)
Kleine hoefijzerneus (Rhinolophus hipposideros)
Grote hoefijzerneus (Rhinolophus ferrumequinum)
Rhinolophus bocharicus
Rhinolophus lepidus
Blasius' hoefijzerneus (Rhinolophus blasii)

### familieHipposiderae(Bladneusvleermuizen van de Oude Wereld)
Drietandbladneusvleermuis (Asellia tridens)
Hipposideros fulvus

### familieEmballonuridae(Schedestaartvleermuizen)
Kaalbuikgrafvleermuis (Taphozous nudiventris)

### familieMolossidae(Bulvleermuizen)
Europese bulvleermuis (Tadarida teniotis)
Tadarida aegyptiaca

### familieMiniopteridae
Miniopterus pallidus

### familieVespertilionidae(Gladneuzen)
Bosvleermuis (Nyctalus leisleri)
Tweekleurige vleermuis (Vespertilio murinus)
Savi's dwergvleermuis (Hypsugo savii)
Rosse vleermuis (Nyctalus noctula)
Kleine vale vleermuis (Myotis blythii)
Ingekorven vleermuis (Myotis emarginatus)
Bechsteins vleermuis (Myotis bechsteinii)
Scotophilus heathii
Otonycteris leucophaea
Barbastella darjelingensis
Myotis bucharensis
Pipistrellus coromandra
Barbastella leucomelas
Myotis longipes
Rhyneptesicus nasutus
Hemprichs langoorvleermuis (Otonycteris hemprichii)
Plecotus wardi
Pipistrellus aladdin
Pipistrellus tenuis
Gewone dwergvleermuis (Pipistrellus pipistrellus)
Plecotus strelkovi
Nyctalus montanus
Kuhls dwergvleermuis (Pipistrellus kuhlii)
Eptesicus gobiensis
Eptesicus ognevi
Myotis nipalensis
Myotis formosus
Laatvlieger (Eptesicus serotinus)

## ordeCarnivora(roofdieren)

### familieFelidae(Katachtigen)
Caracal (Caracal caracal)
Tijger (Panthera tigris)
Vos (Vulpes vulpes)
Wilde kat (Felis silvestris)
Luipaard (Panthera pardus)
Euraziatische lynx (Lynx lynx)
Sneeuwpanter (Panthera uncia)
Leeuw (Panthera leo)
Bengaalse tijgerkat (Prionailurus bengalensis)
Manoel (Otocolobus manul)
Jachtluipaard (Acinonyx jubatus)
Moeraskat (Felis chaus)

### familieViverridae(Civetkatachtigen)
Loewak (Paradoxurus hermaphroditus)

### familieHerpestidae(Mangoesten)
Herpestes auropunctatus
Indische ichneumon (Herpestes edwardsii)

### familieHyaenidae(Hyena's)
Gestreepte hyena (Hyaena hyaena)

### familieCanidae(Hondachtigen)
goudjakhals (Canis aureus);
Wolf (Canis lupus)
Aziatische wilde hond (Cuon alpinus)
Steppevos (Vulpes corsac)
Afghaanse vos (Vulpes cana)
Zandvos (Vulpes rueppellii)

### familieUrsidae(Beren)
Bruine beer (Ursus arctos)
Aziatische zwarte beer (Ursus thibetanus)

### familieMustelidae(Marterachtigen)
Das (Meles meles)
Otter (Lutra lutra)
Wezel (Mustela nivalis)
Gevlekte bunzing (Vormela peregusna)
Hermelijn (Mustela erminea)
Steenmarter (Martes foina)
Bergwezel (Mustela altaica)
Maleise bonte marter (Martes flavigula)

## ordeOnevenhoevigen(Perissodactyla)

### familieEquidae(paardachtigen)
Onager (Equus hemionus)

## OrdeArtiodactyla(evenhoevigen)

### familieSuidae(Varkens)
Wild zwijn (Sus scrofa)

### familieBovidae(Holhoornigen)
Kropgazelle (Gazella subgutturosa)
Siberische steenbok (Capra sibirica)
Schroefhoorngeit (Capra falconeri)
Indische gazelle (Gazella bennettii)
Bezoargeit (Capra aegagrus)
Argali (Ovis ammon)
Oerial (Ovis vignei)

### familieMoschidae(Muskusherten)
Moschus cupreus

### familieCervidae(Hertachtigen)
Cervus hanglu

## ordeLagomorpha(Haasachtigen)

### familieOchotonidae(Fluithazen)
Grootoorfluithaas (Ochotona macrotis)
Perzische fluithaas (Ochotona rufescens)

### familieLeporidae(Hazen en konijnen)
Lepus tibetanus
Tolaihaas (Lepus tolai)

## ordeRodentia(Knaagdieren)

### familieHystricidae(Stekelvarkens van de Oude Wereld)
Witstaartstekelvarken (Hystrix indica)

### familieSciuridae(Eekhoorns)
Tagoean (Petaurista petaurista)
Gele grondeekhoorn (Spermophilus fulvus)
Eoglaucomys fimbriatus
Langstaartmarmot (Marmota caudata)
Afghaanse groneekhoorn (Spermophilopsis leptodactylus)

### familieGliridae(Slaapmuizen)
Bosslaapmuis (Dryomys nitedula)

### familieDipodidae(Jerboa's)
Hotsonpaardenspringmuis (Allactaga hotsoni)
Allactaga williamsi
Salpingotulus michaelis
Allactaga elater

### familieCalomyscidae
Calomyscus baluchi
Calomyscus mystax
Calomyscus elburzensis

### familieMuridae
Huismuis (Mus musculus)
Meriones zarudnyi
Gerbillus aquilus
Meriones hurrianae
Perzische bosmuis (Apodemus witherbyi)
Kleine bosmuis (Apodemus uralensis)
Aziatische zwarte rat (Rattus tanezumi)
Wards bosmuis (Apodemus pallipes)
Perzische woestijnmuis (Meriones persicus)
Meriones crassus
Indische naaktzoolrenmuis (Tatera indica)
Kortstaartmolrat (Nesokia indica)
Gerbillus nanus
Grote renmuis (Rhombomys opimus)
Meriones libycus
Rattus pyctoris
Chinese renmuis (Meriones meridianus)
Gerbillus campestris

### familieCricetidae
Woelrat (Arvicola amphibius)
Blanfordimys bucharensis
Neodon juldaschi
Microtus transcaspicus
Trekhamster (Cricetulus migratorius)
Microtus ilaeus
Blanfordimys afghanus
Alticola argentatus
Zuidelijke aardlemming (Ellobius fuscocapillus)

## ordePrimates(primaten)

### familieCercopithecidae(Apen van de Oude Wereld)
Resusaap (Macaca mulatta)
Berghoelman (Semnopithecus schistaceus)
Landen: Afghanistan · Albanië · Algerije · Andorra · Angola · Antigua en Barbuda · Argentinië · Armenië · Australië · Azerbeidzjan · Bahama's · Bahrein · Bangladesh · Barbados · België · Belize · Benin · Bhutan · Bolivia · Bosnië en Herzegovina · Botswana · Brazilië · Brunei · Bulgarije · Burkina Faso · Burundi · Cambodja · Canada · Centraal-Afrikaanse Republiek · Chili · China · Colombia · Comoren · Congo-Brazzaville · Congo-Kinshasa · Costa Rica · Cuba · Cyprus · Denemarken · Djibouti · Dominica · Dominicaanse Republiek · Duitsland · Ecuador · Egypte · El Salvador · Equatoriaal-Guinea · Eritrea · Estland · Ethiopië · Fiji · Filipijnen · Finland · Frankrijk · Gabon · Gambia · Georgië · Ghana · Grenada · Griekenland · Guatemala · Guinee · Guinee-Bissau · Guyana · Haïti · Honduras · Hongarije · Ierland · IJsland · India · Indonesië · Irak · Iran · Israël · Italië · Ivoorkust · Jamaica · Japan · Jemen · Jordanië · Kaapverdië · Kameroen · Kazachstan · Kenia · Kirgizië · Kiribati · Koeweit · Kosovo · Kroatië · Laos · Lesotho · Letland · Libanon · Liberia · Libië · Liechtenstein · Litouwen · Luxemburg · Madagaskar · Malawi · Maldiven · Maleisië · Mali · Malta · Marokko · Marshalleilanden · Mauritanië · Mauritius · Mexico · Micronesië · Moldavië · Monaco · Mongolië · Montenegro · Mozambique · Myanmar · Namibië · Nauru · Nederland · Nepal · Nicaragua · Nieuw-Zeeland · Niger · Nigeria · Noord-Korea · Noord-Macedonië · Noorwegen · Oeganda · Oekraïne · Oezbekistan · Oman · Oostenrijk · Oost-Timor · Pakistan · Palau · Panama · Papoea-Nieuw-Guinea · Paraguay · Peru · Polen · Portugal · Qatar · Roemenië · Rusland · Rwanda · Saint Kitts en Nevis · Saint Lucia · Saint Vincent en de Grenadines · Salomonseilanden · Samoa · San Marino · Sao Tomé en Principe · Saoedi-Arabië · Senegal · Servië · Seychellen · Sierra Leone · Singapore · Slovenië · Slowakije · Soedan · Somalië · Spanje · Sri Lanka · Suriname · Swaziland · Syrië · Tadzjikistan · Tanzania · Thailand · Togo · Tonga · Trinidad en Tobago · Tsjaad · Tsjechië · Tunesië · Turkije · Turkmenistan · Tuvalu · Uruguay · Vanuatu · Venezuela · Verenigd Koninkrijk · Verenigde Arabische Emiraten · Verenigde Staten · Vietnam · Wit-Rusland · Zambia · Zimbabwe · Zuid-Afrika · Zuid-Korea · Zweden · Zwitserland

Overig: Lijst van zoogdieren · Lijst van zoogdieren in Europa · Lijst van zoogdieren op Newfoundland · Lijst van zoogdieren met Nederlandse namen